# 聖珠伝説パールシード
聖珠伝説パールシード（せいじゅでんせつパールシード）は冒険企画局が製作した初心者向けのファンタジーテーブルトークRPG（TRPG）。1992年にツクダホビーからボックス版として販売された。

## 概要
「初心者でも簡単にプレイできるTRPG」をコンセプトに創られたゲーム。特に小学生くらいの低年齢層のプレイヤーを強く意識した作りになっている。
ルールは非常にシンプルで、TRPGどころかコンピュータRPGに慣れていない人でも容易に理解ができるようになっている。ゲームプレイにかかる時間も短時間が目指されており、一つのシナリオを30分から一時間程度で終わらせることも可能。学校の昼休みなどでも手軽にプレイができるようになっている。休日に一日かければキャンペーンを一つ終わらせることもできる（実際に付属シナリオはキャンペーンシナリオになっていて一日かければ終えられる仕様になっていた）
製作は冒険企画局が担当し、メインとなった執筆者は伏見健二とわきあかつぐみである。イラストはかねこしんやが担当した（本作がデビュー作となる）

## システム

### キャラクターメイキング
『聖珠伝説パールシード』はキャラクタークラス制を採用しており、クラスを一つ選択することでプレイヤーキャラクターのおおまかなスタイルが決定される。クラスは戦士、僧侶、盗賊、魔法使いの4種類となっている。

### 性格
『聖珠伝説パールシード』はプレイヤーキャラクターの性格をライフパスの形式でダイスによりランダムに決定できるようになっている。これにより、ロールプレイに慣れていない初心者でも奥の深いキャラクターが作成できるようになっている。
性格は「○○○で○○○だけど○○○」という文章で表され、この○○○の部分をダイスで決定する（例：「恰好つけたがり」で「一匹狼」だけど「いたずら好き」）。
この三つの○○○の部分は、レベルアップするたびに一つだけ変更することができる。この変更もダイスによってランダムに行われプレイヤーの意図は反映されない。キャラクターのロールプレイがダイスに振り回されることになるが、これは初心者に半ば強制的に「様々な性格のロールプレイ」を楽しませるための意図的なギミックでもある。

### 行為判定
行為判定は上方判定に属する。六面体ダイスを一つ降り、その出目にキャラクターのレベルを足して、それがゲームマスターの提起した目標値以上ならば判定は成功とみなされる。
このゲームではプレイヤーキャラクターには能力値や技能値といった数値データは存在していないため、ダイスの出目に足すことができるのはキャラクターレベルに限られる。

### 戦闘
このゲームでは各クラスごとに「攻撃表」という表（チャート）が存在している。これは「そのキャラクターがどのような攻撃を行い、どれだけのダメージを与えたのか」がという「攻撃結果」を自動的に決定する表であり、一つの表には10種類の攻撃結果が書かれている。攻撃結果には1番から10番まで番号が振られていて小さい番号ほど自分にとって不利な結果が、大きい番号ほど有利な結果が書かれている。モンスターには、モンスターごとに専用の攻撃表が準備されている。
戦闘が発生した時は、攻撃側が六面体ダイスを一つ降りその出目にキャラクターのレベルを足す（行為判定と同じ）。その数値を攻撃表の番号と照らし合わせて、その結果がそのまま適用されることになる。

## 世界設定
竜族と魔族が互いに相争う中で、人間たちがその中で細々と隠れ住むように生きている剣と魔法のファンタジー世界が舞台。
この世界には、世界を創造した女神が流した涙の滴「パールシード」が散らばっており、それを手に入れた者は不可能を可能とする奇跡の力を手に入れる。多くの国や個人がパールシードを欲しており、竜族、魔族、そして人間族はパールシードを巡るライバル同士となっている。

## 作品一覧
- 聖珠伝説パールシード

基本ルールブック。1992年にツクダホビーよりボックス版にて発売。
サプリメントやリプレイの類は発売されなかった。